# Clavulina samuelsii
Clavulina samuelsii é uma espécie de fungo pertencente à família Clavulinaceae.